# Nialus nefandus
Nialus nefandus är en skalbaggsart som beskrevs av Edmund Reitter 1907. Nialus nefandus ingår i släktet Nialus och familjen Aphodiidae. Inga underarter finns listade i Catalogue of Life.